# 大相撲ダイジェスト
『大相撲ダイジェスト』（おおずもうダイジェスト）とは、テレビ朝日がNETテレビ（日本教育テレビ）として開局した1959年（昭和34年）春場所（3月8日）から2003年（平成15年）秋場所（9月21日）まで放送し、主に深夜に放送していた大相撲本場所の録画中継番組である。尚、番組開始当初は「好取組待ったなし」という番組名で放送されていた。

## 概要
日本相撲協会映画部が放送マスコミ用に撮影した映像を使い、スタジオでアナウンサーと親方の解説を加えるというものだった。協会の理事1名が本番組の担当理事としてクレジットされていた。地方場所の時には開催地の系列局（毎日放送→朝日放送・名古屋テレビ放送・九州朝日放送）が制作協力として加わった。最初に「本日は横綱大関が敗れる波乱がありました」などの総括的なアナウンスなどは一切行わず、取り組みを順に伝える形だったため、仕事などで生放送を見られない相撲ファンは、スポーツニュースなどを見なければ本番組を擬似生放送的に楽しむことができた。
オープニングは、放送開始時より相撲のはね太鼓が使用されていた。打ち出し直後に収録されたものを撮って出しにし、一発勝負で「撮り直し」は利かなかった。1971年三月場所限りで一旦休止した後、1972年九月場所からカラー放送で再開。再開後は平日のみ『23時ショー』に内包されていた時期があった。
1985年に「ニュースステーション」が始まると、平日はそれまで23:15-45だった放送時間が月-木は23:15-45、金曜は23:45-0:15となった。またニュースステーションの後の7分間の番組が、大相撲開催中のみ当番組の後に放送されたため、月-木は系列全局で、後続の23:52以降の大半の番組の開始時刻の分の下1桁が2か7となった。
1992年（平成4年）五月場所から1997年（平成9年）三月場所まで中日と千秋楽は1時間に拡大して放送された。桂三枝（現・6代目桂文枝）をメイン司会に据え、通常のダイジェストに加え、ウィークリーハイライトを流したり、千秋楽には優勝力士や活躍した力士をスタジオに招いたりしていた。この頃は若貴ブームの時期に当たり、23時台という深夜での放送にもかかわらず視聴率が20%を超えたことが珍しくないという異例の高視聴率を叩き出していた。1993年（平成5年）9月には『水曜特バン!』枠において3000回記念番組が放送された。
2000年（平成12年）五月場所から2002年（平成14年）三月場所はさらに進行役を加え、3人体制で放送していた。進行役は当初は女性アナウンサーが担当していたが、2000年9月に川北桃子が降板し、2001年からは女性アナウンサーの出演は無くなり、男性アナウンサーとヨーコ・ゼッターランド（主に金・土曜日を担当）が進行役を担当するようになった。
2000年五月場所以降は『ネオバラエティ』・『金曜ナイトドラマ』枠優先となり同枠との逆転及び30分から20分に縮小された影響でさらに遅い午前0時台の放送となった。また、協会退職後のKONISHIKIも解説陣に加わっていた。
2003年九月場所（9月21日）をもってテレビ朝日系列においては番組終了となったものの、生中継の放送時間はほとんどの場合18:00までの夕刻時間帯のため、2004年（平成16年）初場所（1月）からはNHK総合テレビで『大相撲・幕内の全取組』として本場所ごとに放送されている。終了にあたっては開局当初からの大切な番組だが視聴者層の変化についていけなくなったことを理由に挙げていた（最高でも視聴率は23％は取れていたが、末期には6％と低迷していたという）。
BS朝日でも2001年（平成13年）一月場所以降、2003年（平成15年）九月場所まで放送していた。
また、2004年五月場所からはスポーツ・アイ ESPN（のちJ sports ESPN）でも『劇戦!大相撲』として独自のダイジェスト番組を放送していたが、2009年（平成21年）三月場所で放送を終了した。
平成30年1月からはかつての製作局であるテレビ朝日とサイバーエージェントが共同出資して設立したインターネットテレビ局・AbemaTVが大相撲中継を開始したことにより「AbemaTV大相撲ダイジェスト」として復活している。当初は30分番組であったが同5月場所からは15分に短縮、さらに平成31年3月場所からは10分に短縮され、取組映像が紹介されるのは「ベストバウト」上位5番と「推し力士」・十両以下の「注目のWAKATE」の取組のみとなり、それ以外は結果のみとなった。

## 制作に関する逸話
この番組のルーツは戦後しばらく、映画館で封切り作品の合間に本場所の取り組みをまとめて上映していたニュース映像である。映像で相撲を見られる唯一の場として大人気で、撮影や編集は日本相撲協会映画部（株式会社相撲映画）が一手に引き受けていた。ところが昭和30年代にテレビ放送が始まると、NHKも民放もこぞって相撲中継を始めた。そこで、危機感を持った映画部がテレビ局に売り込み、映画部の映像を使ったダイジェストが始まった。NETテレビも開局後の1959年三月場所と五月場所を中継したがこの二場所で相撲中継から撤退し、以後はダイジェストへシフトすることになった。
毎日、収録の時刻が近づくと、非番のアナウンサーが車で親方を迎えに行く。幕内の取組が終わってから約3時間が経過したころであり、本場所中で観客も多いため、付き合いで酒を飲んでいる親方も珍しくない。泥酔した親方が放送中に居眠りしたり暴言を吐いたりしたら番組の性質上放送事故になりかねないため、その日の親方の酒量によっては関係者が青ざめることもあった。
編集も当時は大変であり、フィルムを手作業で必要なところだけ切り、つないでいくということをした。音声は別録りなので映像に合わせてあとから編集しなければならず、毎日、時間との戦いであった。
喋りがうまかった親方は元鶴ヶ嶺の井筒であり、銅谷志朗は「絶妙のタイミングで、簡潔に、ユーモラスにまとめてくれ、いつもうならされました」と振り返っている。逆に喋りが苦手だったのは北の湖や大鵬であり、前者は収録中、机の端を握り締めており、後者も同じように緊張していた。

## 主な実況アナウンサー
- テレビ朝日
  - 奈良和
  - 吉岡晋也
  - 山崎正
  - 銅谷志朗
  - 渡辺宜嗣
  - 松苗慎一郎
  - 朝岡聡
  - 藤井暁
  - 角澤照治
  - 飯村真一
  - 大熊英司
  - 吉元潤子
  - 川北桃子
  - 徳永有美
- 朝日放送
  - 太田元治
  - 松原宏樹
- 名古屋テレビ（メ〜テレ）
  - 勝智久
  - 浅沼道郎
  - 宮原亜友子
- 九州朝日放送
  - 月俣幸三
  - 草柳悟堂
  - 浜田しのぶ
- 毎日放送（1975年三月場所までの近畿地区ネット局）
  - 小池清[2]

- AbemaTV
  - 矢野武
  - 舩山陽司
  - 清野茂樹